# Горст Бем
Горст Бем (нім. Horst Böhm; нар. 11 травня 1937, Цвікау — 21 лютого 1990, Дрезден) — генерал МДБ НДР, в 1981–1989 роках — начальник Дрезденського окружного управління держбезпеки. Член окружного комітету СЄПН. Причетний до політичних репресій у НДР. Підтримував службовий зв'язок із Володимиром Путіним. Здійснив самогубство після мирної революції в НДР.

## Біографія та служба в Штазі
Народився у робітничій сім'ї. Батько Горста Бема був пекарем, мати — кравчинею. Після завершення Другої світової війни Цвікау опинився в радянській зоні окупації, з 1949 року – у складі Дрезденського округу НДР. У 1954 році сімнадцятирічний Бем вступив у правлячу компартію СЄПН, наступного року став на службу до Міністерства держбезпеки НДР (Штазі).
Пройшов підготовку у Потсдамській Вищій школі МДБ, заочно здобув суспільствознавчу освіту в Лейпцизькому університеті Карла Маркса. З 1961 протягом двадцяти років обіймав різні посади в міських управліннях держбезпеки округу Карл-Маркс-Штадт. На посаді Бем відрізнявся оперативними здібностями, службовою та партійною дисципліною, лояльністю марксистсько-ленінській ідеології.

## Служба у Дрездені
У 1981 Бем був призначений начальником Дрезденського окружного управління Міністерства держбезпеки. Завдяки посаді увійшов до складу окружного комітету СЄПН, першим секретарем якого був Ганс Модров. Округ Дрезден мав серйозне економічне, політичне і військово-стратегічне значення в НДР. Керівництво дрезденським управлінням Штазі підвищило Бема до кола вищих функціонерів Штазі. 1982 року сорокап'ятирічному Бему було присвоєно звання генерал-майора Штазі (зазвичай такий вік вважався надто молодим для генеральського чину).

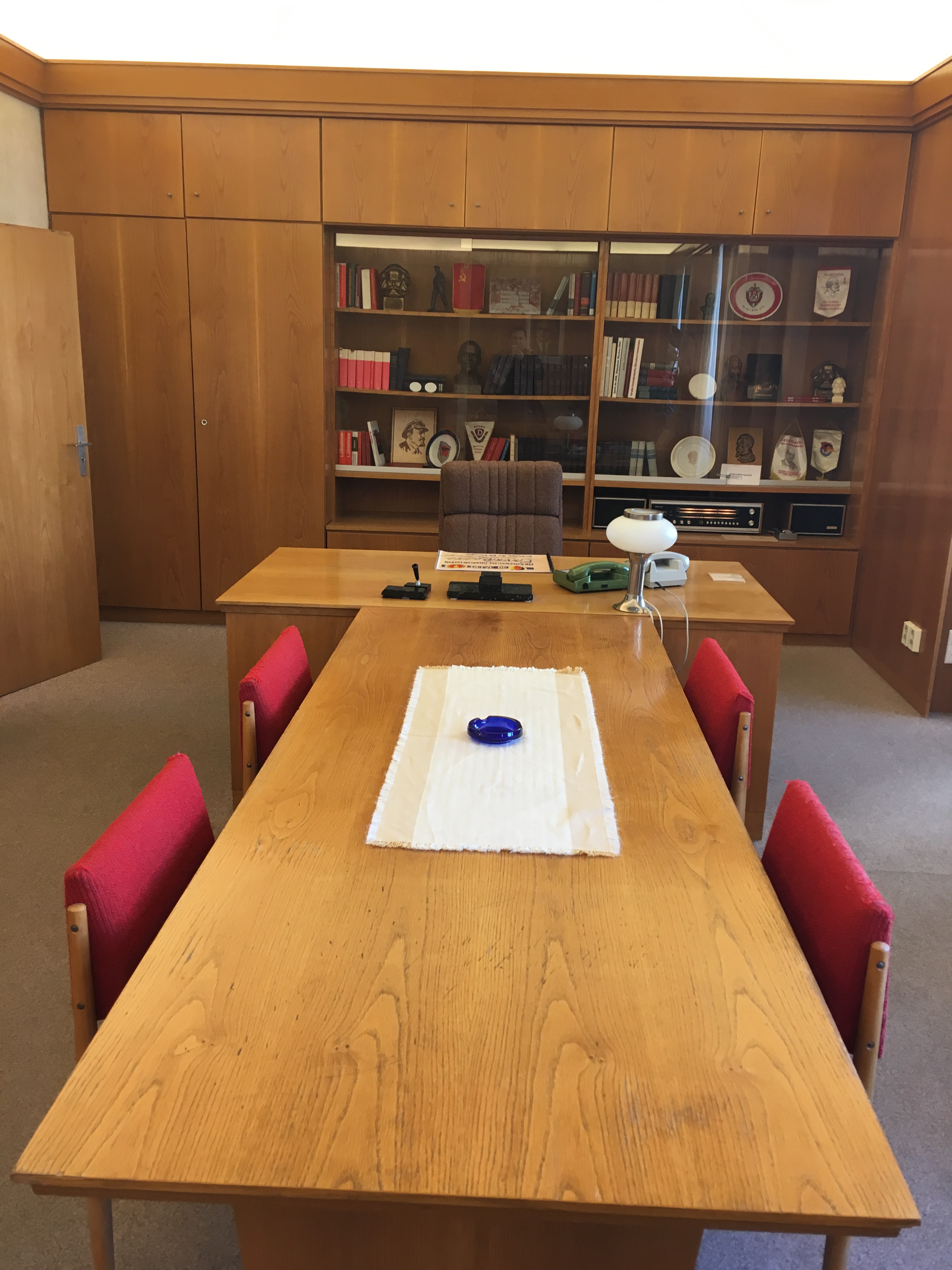
Кабінет Бема

На генеральській посаді Бем був відомий неухильним виконанням партійних директив та особливою жорсткістю політичних переслідувань. Згодом йшлося про те, що в Дрездені 1980-х каральний контроль був найбільш жорстким, а репресивний тиск — найсильнішим за всі роки існування НДР. Найбільшою була й кількість арештів. У самому управлінні Бем насаджував авторитарне чинопочитання та начальницьке свавілля. У 1988 Бем навіть отримав догану з центрального апарату МДБ за грубість та строгість з підлеглими. Запам'ятався Бем своїм підлеглим як «солдат партії в типовій генеральській позі з сивим, як лід, волоссям». Кабінет Бема був зменшеною копією кабінету Еріха Мільке з берлінської штаб-квартири Штазі.
У період дрезденської служби Горста Бема там же знаходився майор КДБ СРСР Володимир Путін. Бем та Путін підтримували постійний контакт та спільно вирішували службові питання (аж до побутового забезпечення інформаторів). 7 жовтня 1987 року генерал-майор Бем підписав вітальну листівку з нагоди 35-річчя Путіна, а 21 листопада був присутній при врученні Путіну пам'ятної медалі .
Бем був захопливим футбольним уболівальником, активно підтримував дрезденський ФК «Динамо». У цьому плані він дозволяв собі протистояти самому Мільке, який брав участь у берлінському ФК «Динамо». У кабінеті Бема знайшли вимпел «Динамо» поряд з бюстом Леніна та символікою Штазі.
Окремим напрямком роботи Бема було завідування будинком відпочинку «Лугштайн» в Альтенберзі. Об'єкт знаходився на балансі окружного управління МДБ і вирізнявся надмірними зручностями — комфортними номерами, ресторанним приміщенням, рекреаційним залом, басейном а також сауною і т. д. Для дрезденців «Лугштайн» був символом номенклатурної розкоші (подібно до Вандлиці в Бернау). Генералом Бемом постійно резервувалася кімната №319.

## Падіння у революцію
У жовтні 1989 року Дрезден, як і всю НДР, охопила мирна революція. Протестний рух у Дрездені очолила Група 20, створена священиками та світськими опозиціонерами. Розгорнувся рух понеділкових демонстрацій . Було створено регіональне відділення руху Новий форум.
Генерал Бем з тривогою інформував Мільке і Модрова про масові демонстрації, масові втечі у ФРН та зіткнення з поліцією. Передбачалося, що спроби жорсткого придушення протестів сягали саме Бема. Згодом, проте, з'ясувалося, що Бем не виявляв ініціативи. Як завжди, він лише виконував вказівки партійного апарату. Жорсткість партійної лінії визначав у Дрездені не Бем, а Модров, який незабаром кардинально змінив позицію у бік протестувальників.
Після усунення від влади Еріха Гонеккера керівники СЄПН, зокрема дрезденського окружного комітету, вступили у діалог із протестувальниками. Ганс Модров став позиціонуватися як прихильник демократичних реформ. Активісти «Нового форуму» прийшли до «Лугштайну» і домоглися відкриття об'єкта (крім іншого, в схованці Бема була виявлена книга Михайла Горбачова «Перебудова та нове мислення для нашої країни та для всього світу». Бем направив Модрову рапорт, у якому відстоював відомчу приналежність «Лугштайну», посилаючись на вкладення МДБ (включно з наглядом за дітьми та проведення кабельного телебачення). Проте об'єкт було передано на баланс профспілок.
Під кінець 1989 року стало очевидним що відбувається падіння режиму СЄПН у НДР. Штазі почало масове знищення документів. 5 грудня 1989 року протестувальники підступили до дрезденської штаб-квартири окружного управління МДБ на Бауцнерштрассе. У лідери висунулися християнські демократи з «Групи 20» — Герберт Вагнер (незабаром обер-бургомістр Дрездена) та Арнольд Ваац (у недавньому минулому дисидент-правозахисник). Демонстранти увійшли до будівлі Штазі.
У критичний момент Бем не мав жодних вказівок ні з лінії Міністерства держбезпеки, ні з лінії СЄПН. Він зустрів Вагнера у своєму кабінеті, не знаючи, що робити. Його вигляд разюче відрізнявся від генеральського іміджу сили і влади, що склався у ранні часи. Виснажений і деморалізований Бем не чинив жодного опору. На першу вимогу Вагнера він здав табельну зброю. Того ж дня генерал Бем був знятий з посади і поміщений під домашній арешт.

## Самогубство
З 13 листопада 1989 року уряд НДР очолював Ганс Модров. Тепер він вів зовсім іншу політику — представники демократичної опозиції отримали міністерські пости, припинилися політичні репресії, розпочався процес возз'єднання Німеччини. 4 лютого 1990 року СЄПН було перетворено на Партію демократичного соціалізму. 13 лютого 1990 року було розформовано МДБ НДР. Для Горста все це означало обвалення нинішнього світу. 21 лютого 1990 року він чинив самогубство.
У Дрездені збереглася певна пам'ять про Бема — колишню штаб-квартиру МДБ на Бауцнерштрассе перетворено на меморіальний музей. Серед експозицій — кабінет генерала Горста Бема. Передбачувано, що дрезденські події 1989 року, у тому числі доля Горста Бема, справили сильне враження на президента РФ Володимира Путіна, помітно вплинули на його політику, частково визначивши жорсткість його режиму .